# 33924 Rosanaaraujo
33924 Rosanaaraujo este o planetă minoră (asteroid), cu un diametru de 3,726 km, din centura de asteroizi. A fost descoperită pe 1 iunie 2000 la Stația Anderson Mesa de Lowell Observatory Near-Earth-Object Search. 
Obiectul prezintă o orbită caracterizată de o semiaxă mare de 2,5271883 UAi, o excentricitate de 0,11, o înclinație de 3,70201 ° în raport cu ecliptica.